# 2766 Leeuwenhoek
För andra betydelser, se Leeuwenhoek.
2766 Leeuwenhoek eller 1982 FE1 är en asteroid i huvudbältet som upptäcktes den 23 mars 1982 av den tjeckiske astronomen Zdeňka Vávrová vid Kleť-observatoriet. Den är uppkallad efter den nederländske biologen Antonie van Leeuwenhoek.
Asteroiden har en diameter på ungefär 7 kilometer och den tillhör asteroidgruppen Astraea.